# Pogotowie przyjedzie
Pogotowie przyjedzie – polski film obyczajowy z 1981 roku w reż. Zbigniewa Rebzdy na podstawie opowiadania Jacka Snopkiewicza. 
Film był kręcony w Łodzi.

## Opis fabuły
Historia lekarki pogotowia ratunkowego – Krystyny Rudzkiej, która podczas jednego z wyjazdów popełnia zawodowy błąd. Mylnie bierze ciężko rannego w wypadku drogowym mężczyznę za zmarłego. Kiedy okazuje się, że poszkodowany jednak żyje, na pomoc jest już za późno – ranny umiera w drodze do szpitala. Dla Krystyny zaczynają się zawodowe problemy – zostaje zawieszona w obowiązkach lekarza i przesunięta na stanowisko dyspozytorki. Przeciwko niej zostaje wszczęte prokuratorskie śledztwo i postępowanie dyscyplinarne ze strony izby lekarskiej. Jej zawodowe kłopoty zamierza też wykorzystać istniejąca w jej otoczeniu sitwa – grupa lekarek, planująca usunięcie Krystyny z pracy. Szantaż ze strony cynicznej wdowy zmarłego w wypadku jest dodatkową przyczyną coraz większego pogrążania się Krystyny w psychicznym impasie. Pomimo to wciąż nie przestaje być lekarzem z powołania – podczas jednego z dyżurów wbrew swoim przełożonym wyjeżdża do chorego jedyną dostępną karetką.  

## Obsada aktorska
- Iwona Bielska – doktor Krystyna Rudzka
- Kalina Jędrusik – z-ca dyrektora pogotowia
- Emilia Krakowska – doktor Lasoniowa
- Elżbieta Duchowicz – wdowa Jadwiga Fijek
- Zbigniew Buczkowski – Mundek, kierowca karetki
- Jan Himilsbach – Wacek, pracownik pogotowia
- Gustaw Lutkiewicz – dyrektor pogotowia
- Leon Niemczyk – ojciec Rudzkiej
- Czesław Nogacki – sanitariusz
- Piotr Pawłowski – rejestrator Bronek Jankowski
- Franciszek Trzeciak – doktor Stefan
- Feridun Erol – robotnik remontujący łazienkę Rudzkich
- Alfred Freudenheim – prokurator
- Zbigniew Rebzda – Maciek, mąż Rudzkiej
- Włodzimierz Stępiński – Kubuś, mężczyzna na pogotowiu z ręką w gipsie
- Krystyna Sznerr – kadrowa
- Ewa Zdzieszyńska – szatniarka
- Andrzej Daniłowicz – milicjant
- Józef Grzeszczak – milicjant

i inni. 